# Порохницькі
Порохницькі, або Прухніцькі гербу Корчак — український рід, з часом спольщився. За родовою традицією, своїми предками вважали Бибельських.

## Представники
- Петро — перемиський каштелян, друга дружина — Варшка
  - Миколай — латинський архієпископ у Кам'янці
  - Петро
  - Іван Андрій, разом з братом Петром померли рано
  - Олехно (Олександр), дружина — донька Гліба, дідича сіл Никловичі, Тишківці, Орхівці (усі — у східній частині Львівської землі), усі — сини першої дружини
  - Рафаїл — син Варшки

- Іван — отримав з часом куплені у Бибельських маєтки у селах Коцежин та Угерці поблизу Никловичів, став підписуватись Никловський; дружина — Анна, донька сяніцького каштеляна Генрика Каменецького.
- Петро, обидвоє — братанки єпископа Миколая, став підписуватись Порохницький

- Стефан — дідич Никловичів, дружина — Зофія з Нарайовських гербу Яніна
  - Ян — латинський архієпископ у Кам'янці та Львові